# 切納溫泉 (阿拉斯加州)
切納溫泉（英語：Chena Hot Springs）是位於美國阿拉斯加州費爾班克斯-北極星自治市鎮的一個非建制地區。該地的面積和人口皆未知。

## 地理
切納溫泉的座標為65°03′11″N 146°03′20″W / 65.05306°N 146.05556°W，而該地的平均海拔高度為353米（即1158英尺）。